# Маршалл, Томас (футболист, 1858)
То́мас Ма́ршалл (англ. Thomas Marshall; 12 сентября 1858 — 29 апреля 1917) — английский футболист, вратарь. Выступал за футбольные клубы «Дарвен» и «Блэкберн Олимпик», провёл 2 матча за национальную сборную Англии.

## Футбольная карьера
Родился в Уитнелле (графство Ланкашир) в семье механика хлопчатобумажной фабрики. Его отец был глухим. В 1878 году стал игроком футбольного клуба «Дарвен». Выступал на позиции крайнего нападающего, обладал высокой скоростью и «аккуратным пасом». В сезоне 1879/80 помог «Дарвену» выиграть первый в истории розыгрыш Большого кубка Ланкашира (в финале турнира «Дарвен» обыграл «Блэкберн Роверс» со счётом 3:0). В сезоне 1880/81 помог «Дарвену» дойти до полуфинала Кубка Англии, где его команда проиграла клубу «Олд Картузианс», который в итоге и выиграл трофей.
15 марта 1880 года дебютировал за сборную Англии: это был матч против сборной Уэльса на стадионе «Рейскорс Граунд» в Рексеме. В той игре англичане одержали победу со счётом 3:2. 26 февраля 1881 года провёл свою вторую игру за сборную: это снова был матч против Уэльса, на этот раз на стадионе «Александра Медоуз» в Блэкберне. В той игре Уэльс сенсационно обыграл Англию со счётом 1:0. В одном из газетных репортажей сказано: «Плохая погода… земля покрыта снегом и слякотью… обстоятельство, которое, по мнению англичан, помогло валлийцам одержать неожиданную победу».
После ухода из «Дарвена» в 1884 году выступал за «Блэкберн Олимпик», за который также играл знакомый Маршаллу по «Дарвену» и сборной Англии Уильям Бриндл.

## Достижения
«Дарвен»
- Обладатель Большого кубка Ланкашира: 1879/80[1]
- Обладатель Восточноланкаширского кубка: 1883/84[1]

## Вне футбола
Был профессиональным спринтером.
Работал проборщиком хлопка на хлопчатобумажной фабрике в Дарвене. Был женат, имел 12 детей. Умер в апреле 1917 года в возрасте 58 лет.

## Сериал Netflix
Томми Маршалл стал одним из персонажей мини-сериала Netflix «Игра родом из Англии», вышедшего в марте 2020 года. Маршалла сыграл английский актёр Джерард Кернс. В мини-сериале есть ряд расхождений с реальностью. Например, там упоминается некий клуб «Блэкберн», хотя в реальности было два «Блэкберна»: «Блэкберн Роверс» и «Блэкберн Олимпик», выигравший Кубок Англии 1883 года у «Олд Итонианс». Именно «Блэкберн Олимпик» (а не «Блэкберн Роверс») стал первым клубом — обладателем Кубка Англии, состоявшим из представителей рабочего класса, а не из аристократии, к тому же игравшим в комбинационный футбол.